# Isenach
L'Isenach est un affluent de rive droite du Rhin, mesurant près de 36 km de long, situé au nord-est de la Rhénanie-Palatinat.

## Cours
L'Isenach jaillit au nord de la Pfälzerwald (forêt palatine), à 2 km au sud-ouest de Carlsberg. À sa source, dans la forêt de Diemersteiner sur le flanc sud-est d'un col situé entre les monts de Krummes Eck (449 m) et Hohe Bühl (444 m), on trouve un panneau indicatif en grès avec l'inscription Isenach-Ursprung (source de l'Isenach).
Le cours de la rivière est d'abord orienté vers le sud-est, puis, peu après le barrage d'Isenachweiher, elle prend la direction de l'est sur un trajet qu'emprunte également la Bundesstraße (route fédérale) 37 (Kaiserslautern–Bad Dürkheim).
À Bad Dürkheim, l'Isenach penètre le massif de la Haardt, à la lisière Est de la forêt palatine, et entre dans le pays de collines s'étendant des deux côtés de la route du vin allemande puis dans la plaine du Rhin Supérieur qu'elle traverse en direction du nord-est. Entre Lambsheim et le quartier d'Eppstein à Frankenthal, le Floßbach débouche de la droite dans l'Isenach.
Dans l'aire urbaine de Frankenthal, avant de recevoir par la gauche le fleuve canalisé Fuchsbach, l'Isenach se tourne vers le Nord. La portion du fleuve traversant le quartier Mörsch de Frankenthal est également appelée Mörschbach. L'Isenach s'écoule ensuite vers le sud-est en passant par le Silbersee (lac constitué par un lacet de l'ancien cours du Rhin) pour déboucher finalement dans le Rhin Supérieur au sud de Worms.

## Histoire

### Barrage d'Isenachweiher
Dans les années 1736/37, un barrage a été installé à environ 5 km de la source de l'Isenach pour garantir un débit régulier à la rivière. Cela était nécessaire car les pompes du Gradierwerk (treillis vertical destiné à l'optimisation de la récolte du sel) également construit en 1736 - et qui fut en service jusqu'en 1850 - fonctionnaient grâce à la puissance hydraulique fournie par les eaux de l'Isenach. De plus, le lac de retenue permettait l'approvisionnement en eau d'une roue à aubes située en bas du barrage. Au milieu des années 1980, le mur du barrage a été réparé et restauré.

### Élévation
Au milieu du XVIIIe siècle, le moulin Lambsheimer a été construit vers le milieu du cours de l'Isenach. Afin d'obtenir une plus grande déclivité pour l'alimentation en eau, le lit du fleuve en amont du moulin a été élevé de deux mètres sur une distance de quelque 1400 mètres et les eaux de l'Isenach furent partiellement déviées dans un nouveau canal du moulin. Cette installation couplée à la modification ultérieure de son tracé pour le rendre rectiligne a occasionné des inondations récurrentes à Lambsheim. En 2008, les travaux remontant à plus de 250 ans, l'élévation a été révisée et les eaux renaturées. Comme les déblais avaient été souillés par le dépôt et la sédimentation d'arsenic provenant des gisements naturels de la forêt palatine, ils ont dû être traités comme des déchets spéciaux. Le canal du moulin a été conservé en tant que témoignage du patrimoine industriel. Il est désormais rempli en permanence par un système de pompage l'empêchant de s'assécher. L'ensemble des mesures de renaturation ont coûté 780 000 euros dont 500 000 euros pris en charge par le land de Rhénanie-Palatinat.

### Déviation
Dans les années 1780, en bordure sud de Frankenthal, l'Isenach orienté originellement en direction de l'est a été durablement dévié vers le nord afin d'utiliser ses eaux en conjonction de celles du Fuchsbach pour alimenter le canal de Frankenthal alors nouvellement construit. Ainsi, durant plus d'un siècle et demi, le canal de Frankenthal servit d'embouchure à l'Isenach dans le Rhin. À la suite de la fermeture du canal en 1944 durant la Seconde Guerre mondiale, rendue nécessaire en raison des dégâts causés par les bombardements, l'Isenach a été dévié encore plus au nord à hauteur d'une ancienne écluse. Au total, l'embouchure actuelle de l'Isenach a été déplacée par rapport à l'embouchure originelle de quelque 8 km dans le sens du cours du Rhin.

### Site de baignade
Le premier site de baignade publique de la ville de Frankenthal fut aménagé sur un élargissement en forme d'étang de l'Isenach. Il se trouvait à l'extérieur de la ville, en direction du sud, An der Postbrücke (Au pont de la poste qui chevauchait la rivière). Ce site fut utilisé jusqu'en 1933/34, date de l'ouverture de la plage de sable à l'est de la ville. 

## Curiosités

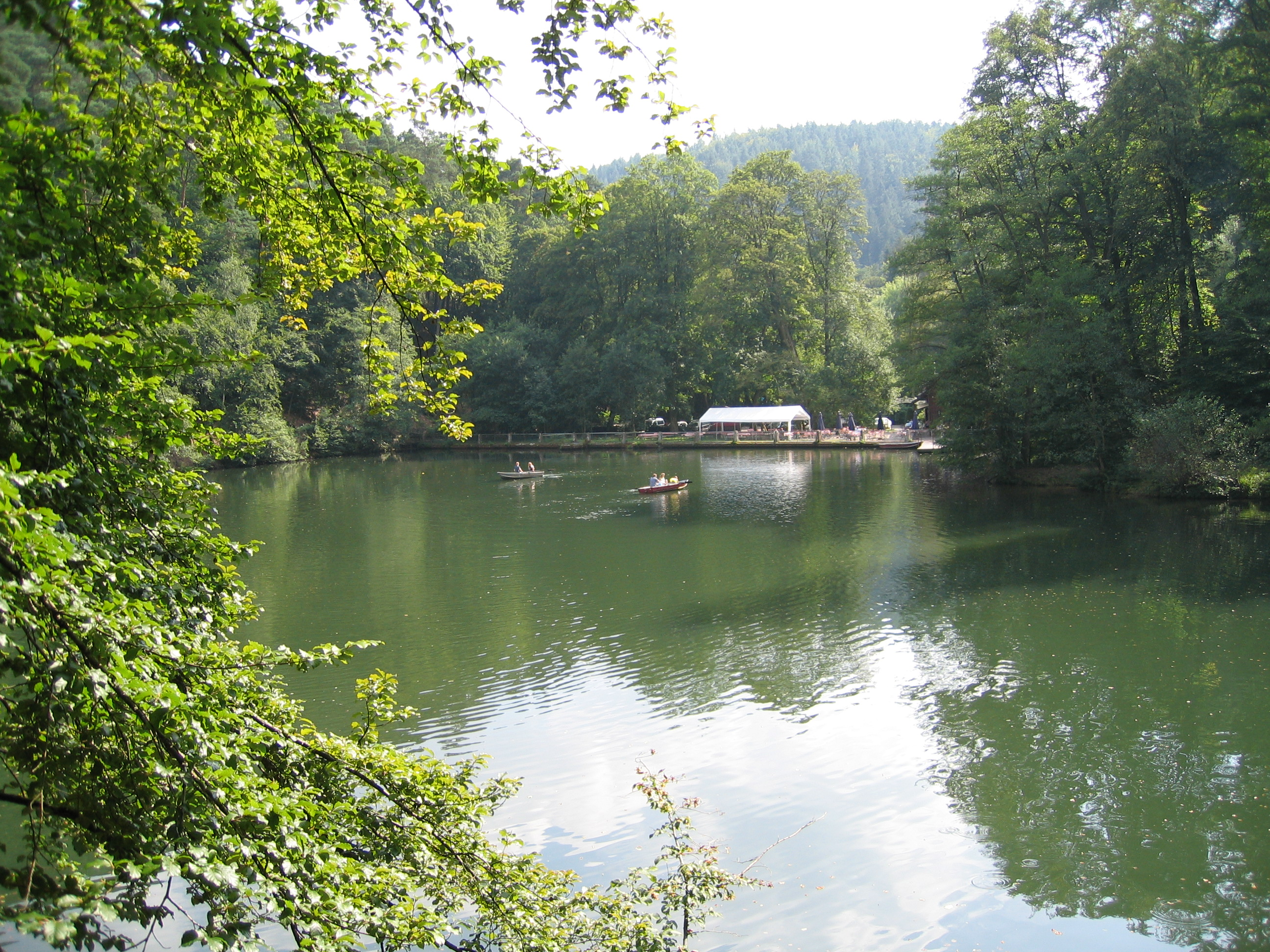
barrage d'Isenach
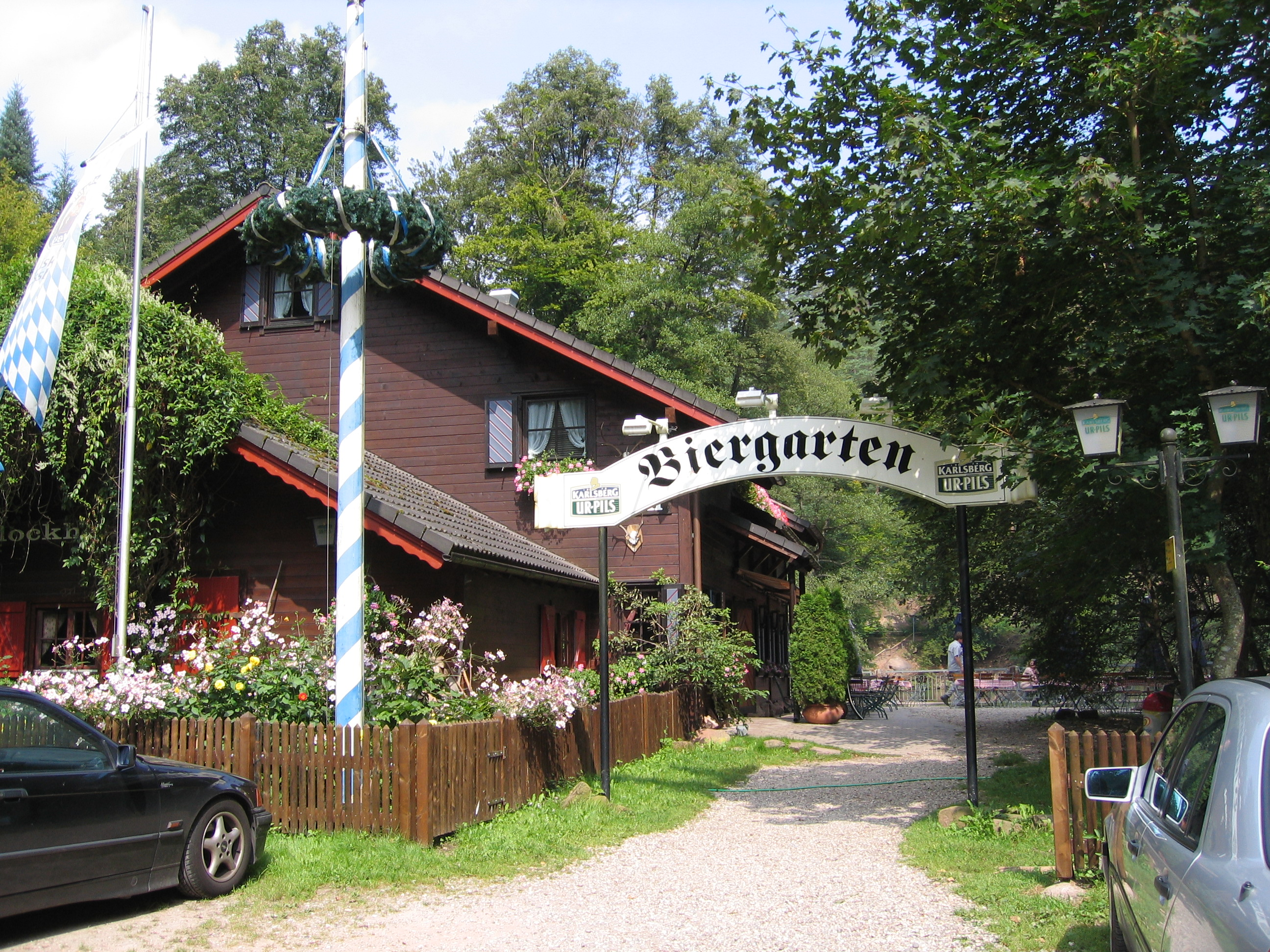
maison forestière au bord de l'Isenach
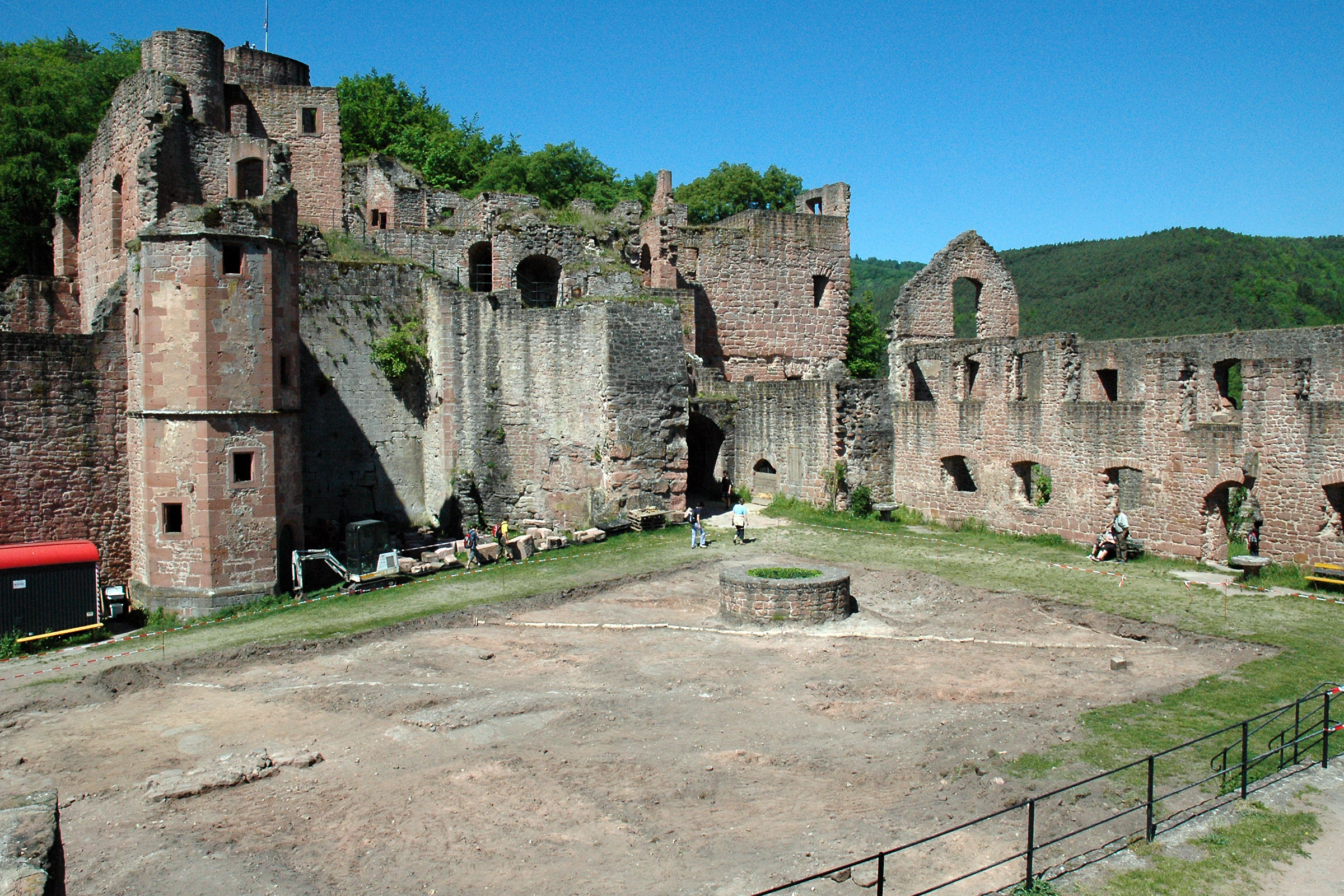
fortifications de Linange à Hardenburg (Bad Dürkheim)
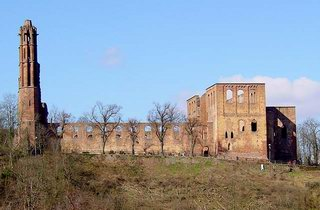
ruines du cloître de Limburg

Isenachweiher (le barrage de l'Isenach) – À l'emplacement de la maison du gardien qui devait surveiller le barrage, se trouve de nos jours une spacieuse auberge, une fuste nommée Forsthaus Isenach (maison forestière d'Isenach). On peut aussi y louer des barques.
Eisenhammer (la forge) - L'auberge Alte Schmelz (émail ancien), située à 3 km en aval du barrage de l'Isenach, comprend une forge avec un marteau en fer qui était actionné, à la manière d'un moulin, par les eaux de l'Isenach.
Burg und Kloster (le château et le cloître) – Peu avant l'entrée de l'Isenach dans la lisière est de la forêt palatine, se trouvent, sur la rive droite du fleuve, les ruines de deux constructions du Moyen Âge : le Hardenburg (un château-fort) et le cloître de Limburg. Le château remonte à la famille de Linange, le cloître a été fondé par l'empereur Conrad II.

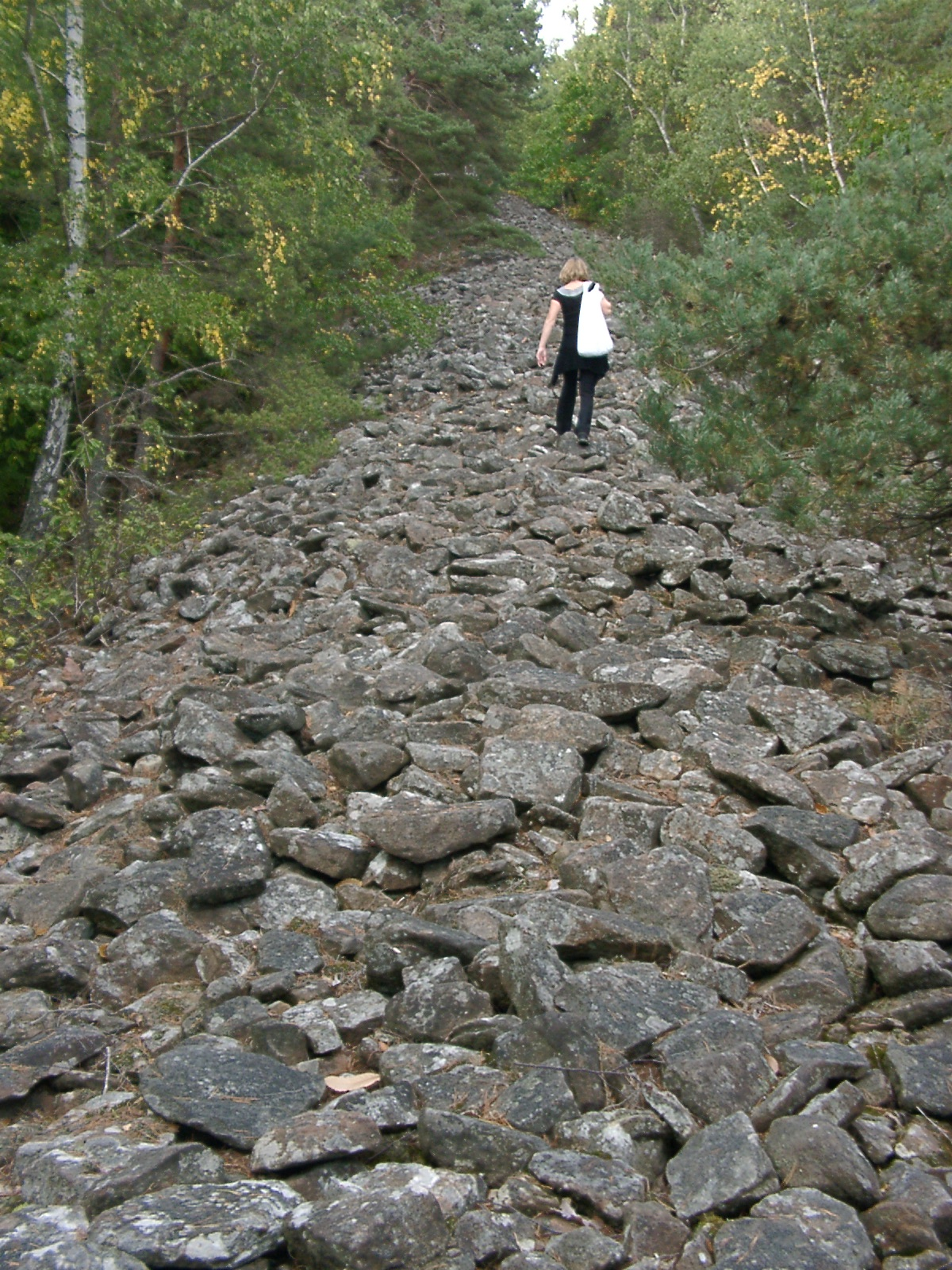
Heidenmauer (rempart circulaire celtique)
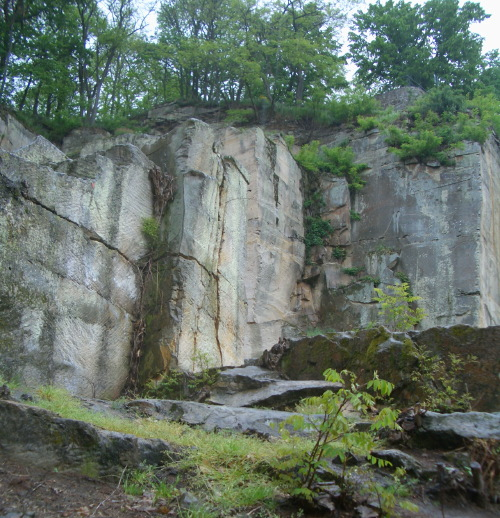
Carrière de pierre romaine Kriemhildstuhl
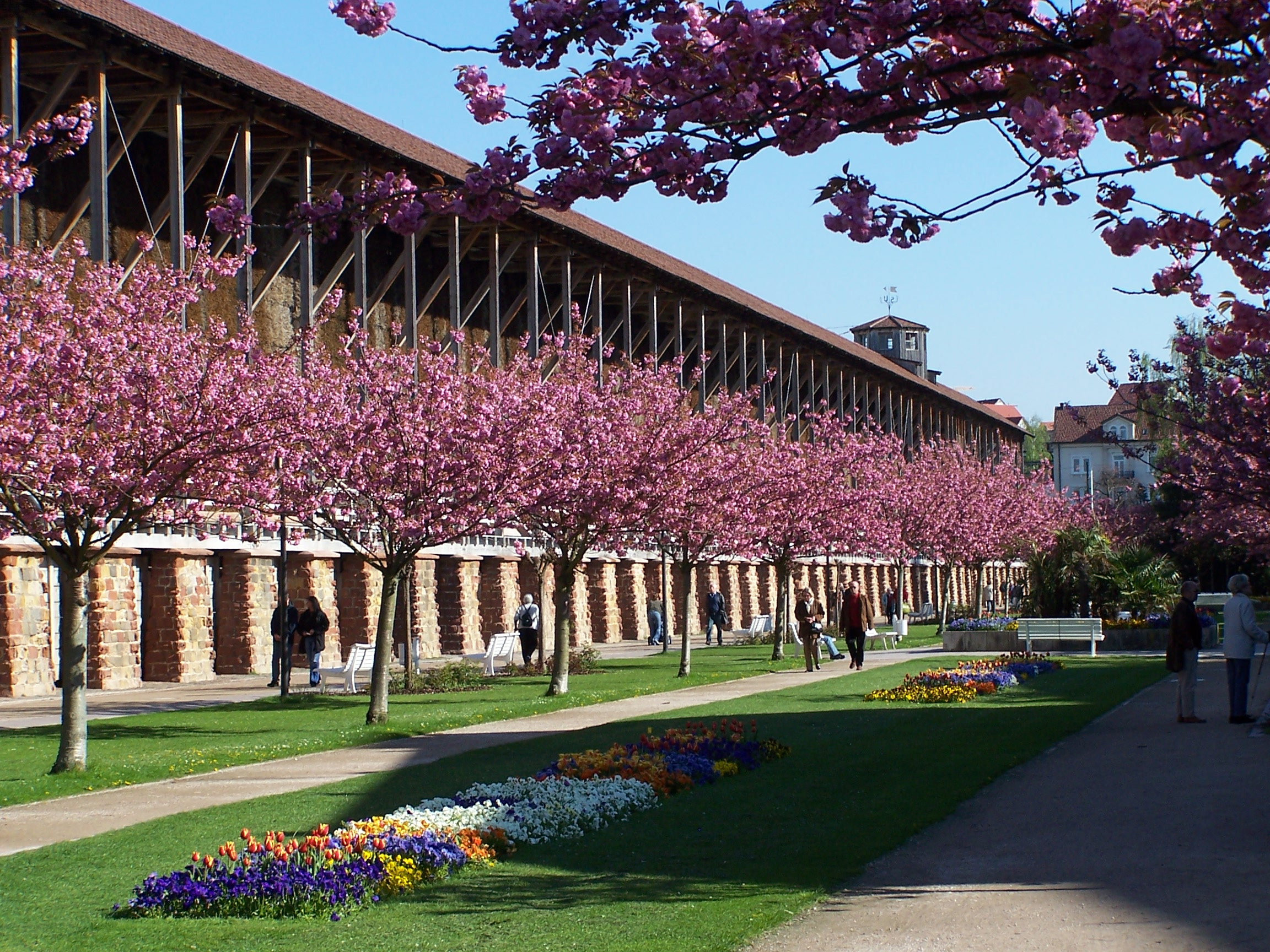
Gradierwerk (saline) Bad Dürkheim
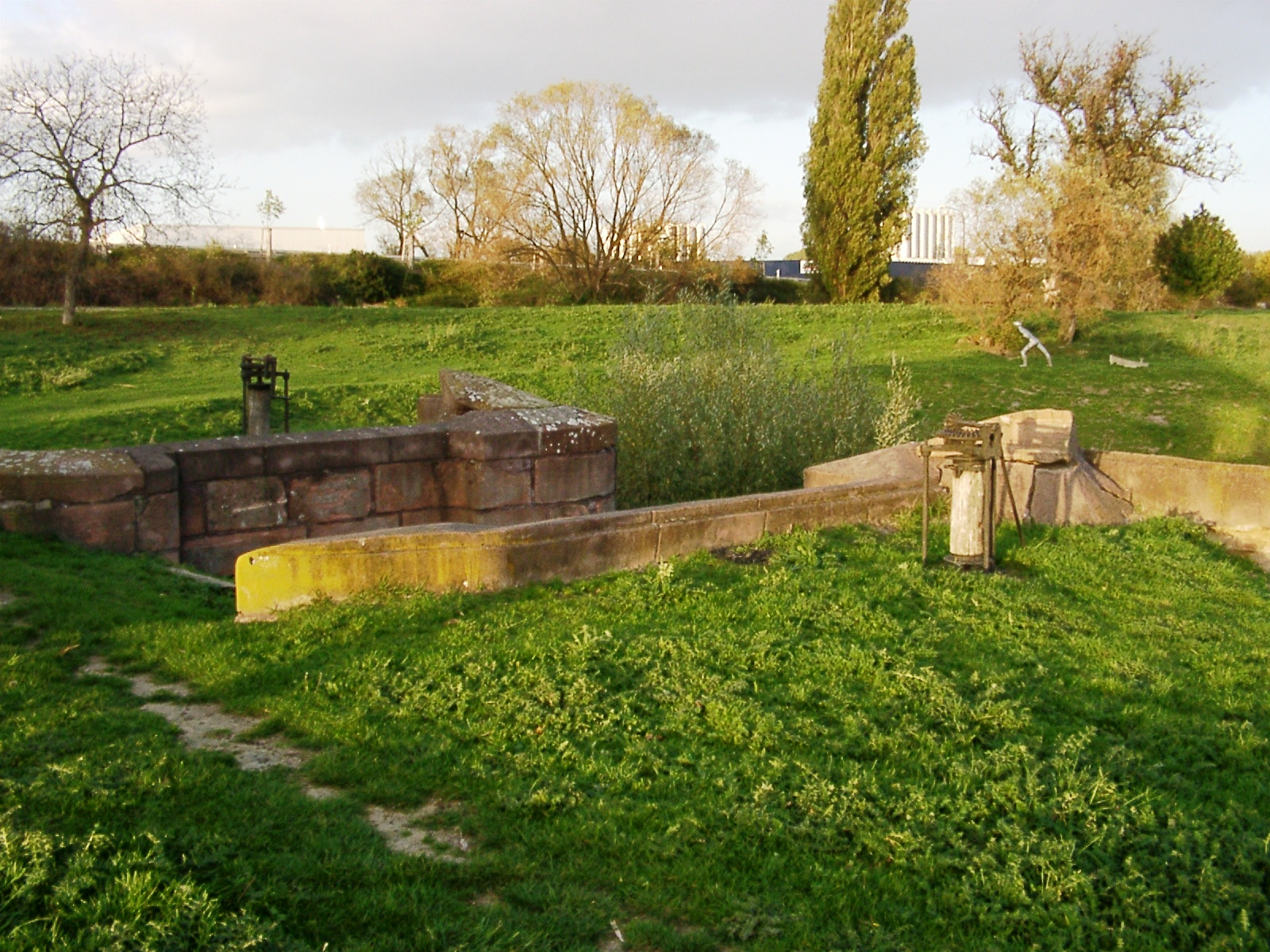
ancienne écluse du canal de Frankenthal

Vestiges celtes et romains – Sur le versant gauche de la vallée de Dürkheim se tiennent, en face du château et du cloître, le Heidenmauer (un mur circulaire celtique construit vers 500 av. J.-C.), l'ancienne carrière de pierre romaine Kriemhildstuhl (le siège de Kriemhild) ainsi que le monolithe de la Teufelsstein (pierre du diable) qui constituait un objet rituel pour les Celtes.
Gradierwerk – Saline servant d'établissement de cure
Canal de Frankenthal – À la jonction de l'Isenach et du canal désaffecté de Frankenthal se trouve une ancienne écluse qui a été réaménagée en bassin de retenue au cours de la deuxième moitié du XXe siècle.

## Économie
L'Isenach a été et demeure une voie fluviale importante pour l'industrie du papier dans la vallée de Dürkheim.
Ayant pris précocement une teinte marron foncé en raison de sa fonction durable d'acheminement des eaux usées, le ruisseau était communément appelé rivière cola au XXe siècle. Comme la pollution de l'Isenach a diminué mais reste conséquente, la direction de l'équipement du sud de la Rhénanie-Palatinat siégeant à Neustadt an der Weinstraße a mis en place un projet pilote devant encourager sa renaturation.
Au niveau communal, la surveillance de la rivière est assurée par le syndicat des eaux d'Isenach-Eckbach qui dépend de la circonscription administrative de Bad Dürkheim.